# خشباوية
خشباوية (الاسم العلمي: Xylariaceae)، فصيلة فطريات الصغيرة في الغالب من فطريات زقية. إنها واحدة من أكثر مجموعات الفطريات الزقية شيوعًا وتوجد في جميع أنحاء المناطق المعتدلة والاستوائية في العالم. توجد عادًة على الخشب أو البذور أو الفواكه أو أوراق النبات، حتى أن بعضها يرتبط بأعشاش الحشرات. معظم الأخشاب المصابة تتحلل والعديد منها من مسببات الأمراض النباتية.
أحد الأمثلة على هذه الفصيلة هي كعكة الملك ألفريد (Daldinia Centrica).
تشير تحليلات علم الوراثة المنشورة في عام 2009 إلى وجود سلالتين رئيسيتين في هذه الفصيلة، Hypoxyloideae و Xylarioideae.